# Guatteria maguirei
Guatteria maguirei är en kirimojaväxtart som beskrevs av Robert Elias Fries. Guatteria maguirei ingår i släktet Guatteria och familjen kirimojaväxter. Inga underarter finns listade i Catalogue of Life.